# Джо МакБрайд
Джо́узеф МакБра́йд (на английски: Joseph McBride; 10 юни 1938, Глазгоу, Шотландия — 11 юли 2012, Глазгоу, Шотландия), известен като Джо МакБра́йд (на английски: Joe McBride) – шотландски футболист. Играл като нападател.

## Успехи

### Отборни
„Килмарнък“
- Финалист в Купата на Шотландия: 1959-1960

 „Селтик“
- Носител на КЕШ: 1966-1967
- Шампион на Шотландия (4): 1965-1966, 1966-1967, 1967-1968, 1968-1969
- Носител на Купата на Шотландската лига (4): 1965/66, 1966/67, 1967/68, 1968/69
- Финалист в Купата на Шотландия: 1965/66

### Лични
„Селтик“
- Голмайстор на Шотландия: 1966-1967